# Charle Young
College Football Hall of Fame 2004
(en) Statistiques sur pro-football-reference
Charles Edward Young, né le 5 février 1951 à Fresno, Californie est un joueur américain de football américain ayant évolué au poste de tight end dans la National Football League (NFL) entre 1973 et 1985. Il est sélectionné en sixième position de la draft 1973 de la NFL par les Eagles de Philadelphie. Pendant sa carrière sportive, il évolue sous les couleurs des Eagles de Philadelphie, des Rams de Los Angeles, des 49ers de San Francisco et des Seahawks de Seattle. Il a remporté le Super Bowl XVI avec les 49ers.